# (523955) 1998 UU43
(523955) 1998 UU43, também escrito como (523955) 1998 UU43, é um objeto transnetuniano que está localizado no cinturão de Kuiper, uma região do Sistema Solar. Este corpo celeste está em uma ressonância orbital de 3:4 com o planeta Netuno. Ele possui uma magnitude absoluta de 7,0 e tem um diâmetro estimado com cerca de 175 km. O astrônomo Mike Brown lista este objeto em sua página na internet como um candidato a possível planeta anão.

## Descoberta
(523955) 1998 UU43 foi descoberto no dia 22 de outubro de 1998 pelo astrônomo Marc W. Buie.

## Órbita
A órbita de (523955) 1998 UU43 tem uma excentricidade de 0,131 e possui um semieixo maior de 36,457 UA. O seu periélio leva o mesmo a uma distância de 31,664 UA em relação ao Sol e seu afélio a 41,249 UA.